# Pierre Ruelle
Pour les articles homonymes, voir Ruelle (homonymie).
Pierre Ruelle (1911-1993) est un romaniste et académicien belge.

## Quelques ouvrages
- Le Vocabulaire professionnel du houilleur borain, 1953.
- Une enfance boraine vers 1920, 1977.
- Le Borinage de 1925 à 1933, 1984.